# Редмонд Баррі

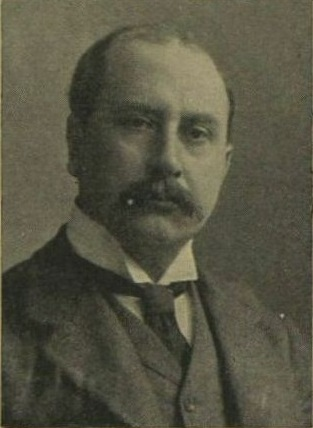
Редмонд Джон Баррі.

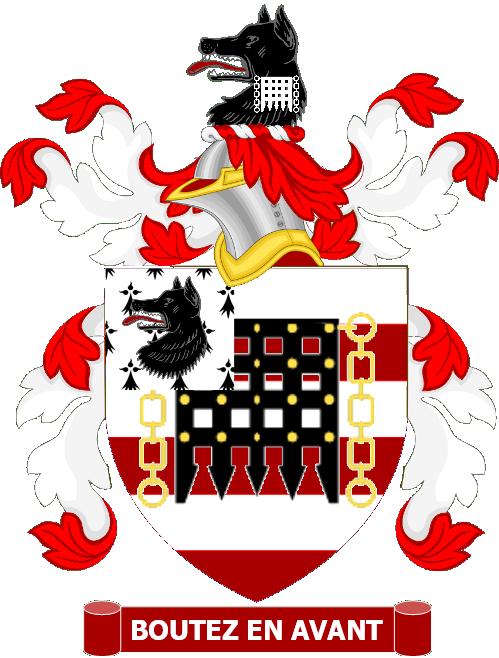
Герб Редмонда Джона Баррі.

Редмонд Джон Баррі (Redmond John Barry) (14 вересня 1866 — 11 липня 1913) — відомий ірландський юрист і суддя, лорд-канцлер Ірландії. Депутат Палати громад парламенту Об'єднаного Королівства Великобританії та Ірландії від Ірландії. Його багатообіцяюча кар’єра була обірвана його ранньою смертю.

## Життєпис
Редмонд Джон Баррі був третім сином Патріка Баррі з Хілл-В'ю, графство Корк, Ірландія. Він отримав освіту в Королівському університеті Ірландії. Почав працювати адвокатом у 1888 році, отримав посаду королівського радника у 1899 році. Він не був родичем державного діяча Джона Редмонда, хоча, як він весело зізнався, поширена думка, що він був родичем Редмонда, не зашкодила його кар’єрі. У 1895 році він одружився з Етель Пайк із Саутпорту.
Редмонд Джон Баррі отримав посаду генерального соліситора Ірландії в ліберальному уряді 1905 року, а 6 березня 1907 року він був обраний на додаткових виборах депутатом Палати громад парламенту Об'єднаного Королівства Великобританії та Ірландії від Північного Тірона. У 1909 році він отримав посаду генерального прокурора Ірландії, а в 1911 році отримав посаду лорда-канцлера Ірландії, на якій пропрацював до своєї смерті у віці 46 років. Про його професійну майстерність свідчать його промови і звіти в Палаті громад парламенту в 1910 році, що демонструють як широту проблем, з якими йому довелося мати справу, так і його ефективність у їх вирішенні.
Моріс Гілі у своїх мемуарах «Судді старого Манстеру» (англ. - The Old Munster Circuit) гаряче хвалить Редмонда Джона Баррі як талановитого та освіченого адвоката, що залишив після себе більше душевних спогадів, ніж будь-який інший юрист з ірландської колегії адвокатів. 
Син Редмонда Джона Баррі – сер Патрік Баррі став суддею Англійського високого суду.